# Henryk Siemiradzki
 (août 2024).
Si vous disposez d'ouvrages ou d'articles de référence ou si vous connaissez des sites web de qualité traitant du thème abordé ici, merci de compléter l'article en donnant les références utiles à sa vérifiabilité et en les liant à la section « Notes et références ».
Henryk Siemiradzki, né le 12 octobre 1843 dans la sloboda de Novobelgorod (maintenant village de Petchenegui en Ukraine) près de Kharkov, en Petite Russie et mort en 1902 à Strzałków, est un peintre de style académique, polonais et sujet de l'Empire russe, particulièrement connu pour ses représentations de scènes de l'antiquité gréco-romaine et du Nouveau Testament.

## Biographie
Siemiradzki est le fils d'un médecin militaire polonais. Il fait ses études à Kharkov où il apprend la peinture auprès d'un disciple de Karl Briullov, Dmitri Ivanovitch Bespertchi. Entré à l'école en section Mathématiques-Physique de l'université de Kharkov, il poursuit son apprentissage en peinture auprès de Bespertchi. Après avoir obtenu son diplôme à l'université, il abandonne ses études scientifiques. Dans les années 1864-1870, il est installé à Saint-Pétersbourg afin d'étudier la peinture à l'Académie impériale des arts. À la fin de ses études, il reçoit une médaille d'or. En 1870-1871, il étudie auprès de Karl von Piloty à Munich, grâce à une subvention de l'Académie. Il déménage à Rome en 1871. 

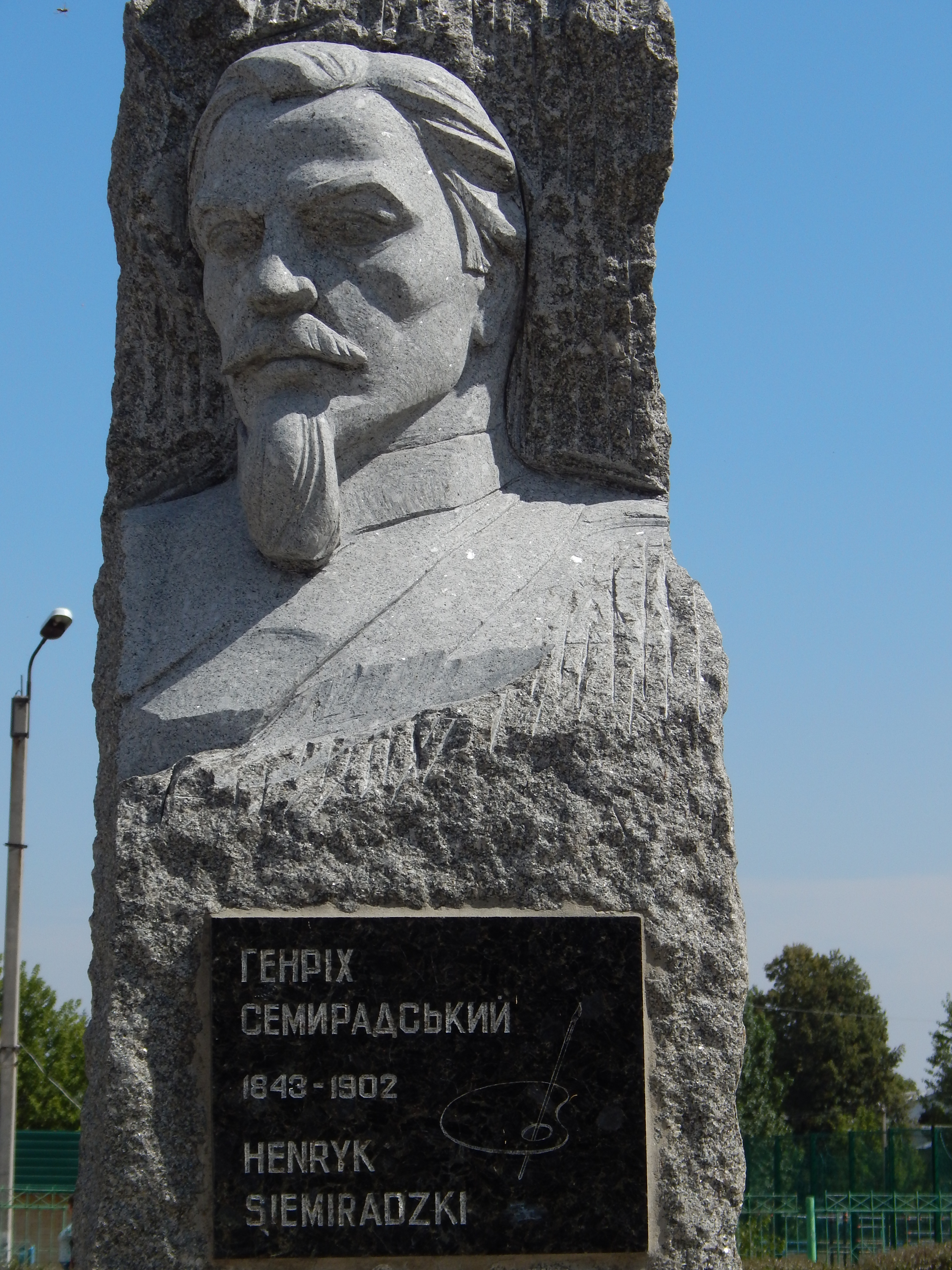
Monument à Petchenihy.

En 1873, il reçoit le titre d'académicien de l'Académie impériale. De 1876-1879, Siemiradzki travaille sur les fresques de la cathédrale du Christ-Sauveur (Moscou). En 1879, il offre une de ses œuvres les plus connues, l'énorme Pochodnie Nerona (Les torches de Néron), peinte en 1876 au musée national polonais de Cracovie. En 1893, il travaille à deux grands tableaux pour le musée historique d'État de Moscou. Ses œuvres sont exposées dans les musées de l'Empire russe, surtout en Pologne, en Russie et en Ukraine. 
Il devient membre de la Société des artistes de peinture historique à Moscou.
Il meurt à Strzałkowo en 1902 et est initialement enterré à Varsovie, mais plus tard, ses restes sont transférés au panthéon de Skałka de Cracovie.
Siemiradzki est un représentant majeur de la peinture académique de la fin du XIXe siècle en Europe centrale et en Europe de l'Est.

## Distinctions
- Chevalier de la Légion d'honneur
- Chevalier de l'ordre de la Couronne d'Italie

## Œuvres
Beaucoup de ses peintures représentent des scènes de l'Antiquité, généralement ensoleillées (scènes utopiques ou des compositions présentant la vie des premiers chrétiens). Il a également peint des scènes bibliques et historiques, des paysages et des portraits. Rappelons aussi les rideaux peints pour le théâtre Juliusz Słowacki de Cracovie et pour le théâtre de Lwów.

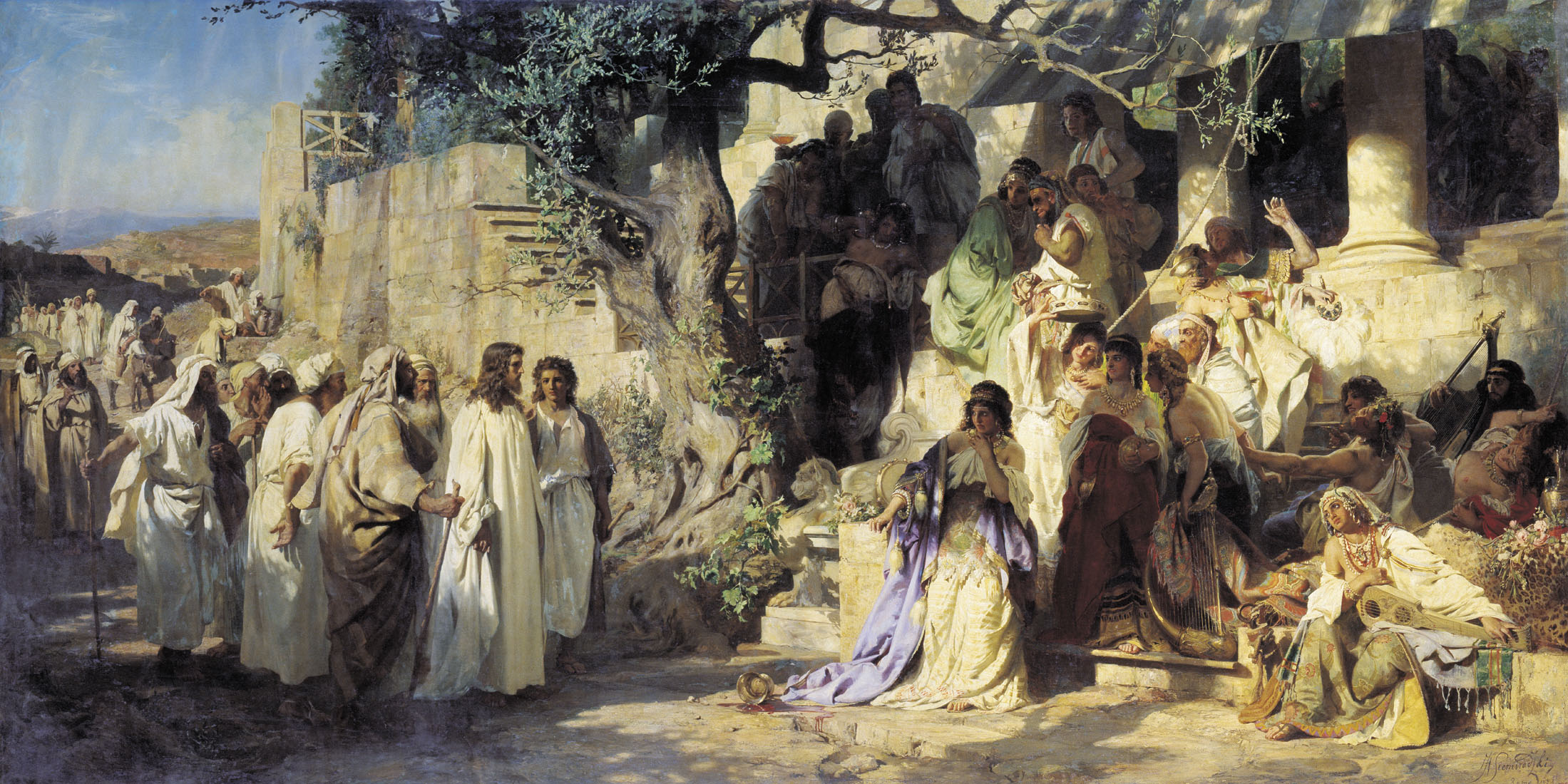
La Pécheresse, version de 1875.
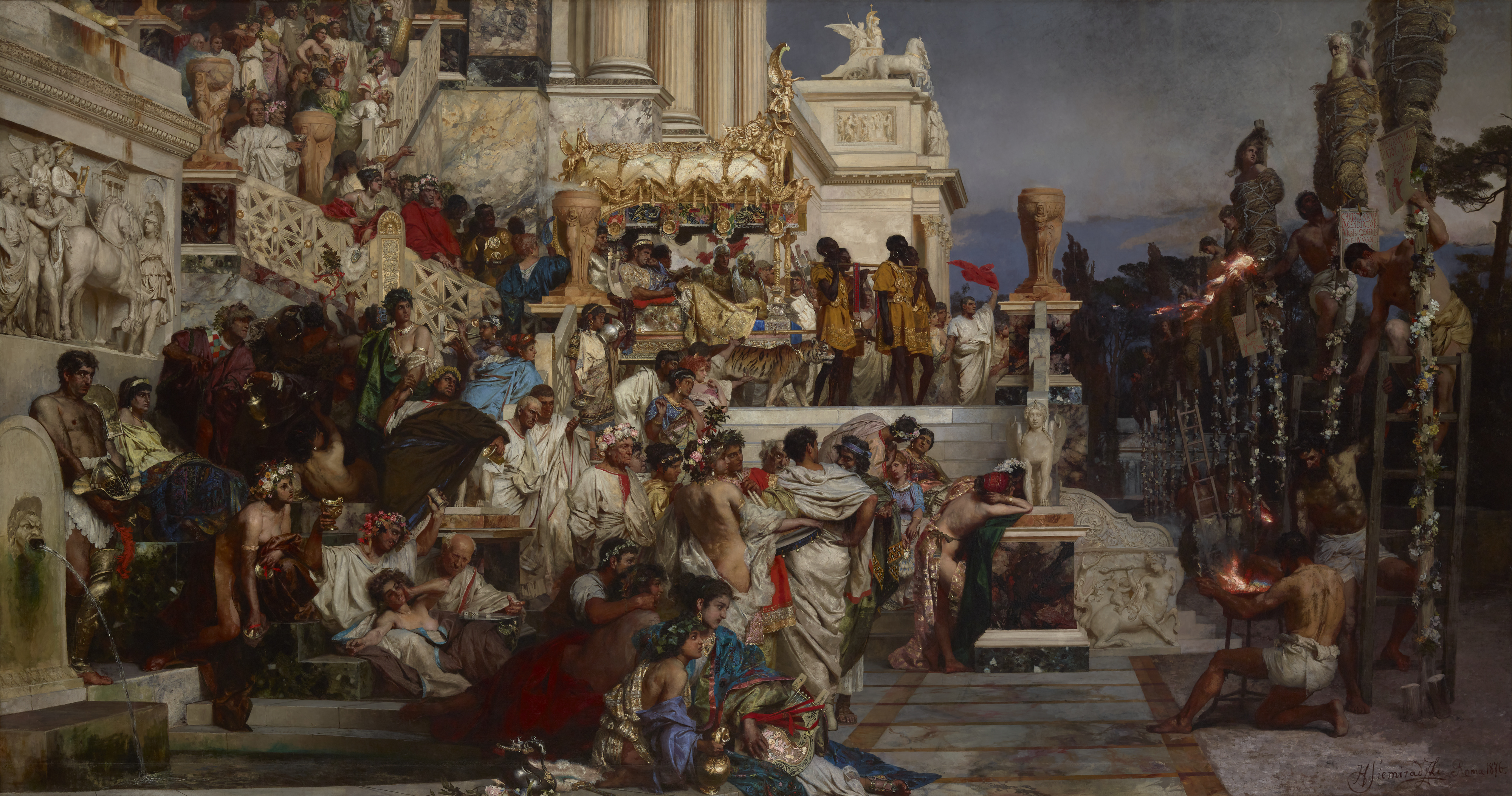
Les Torches de Néron (1876).
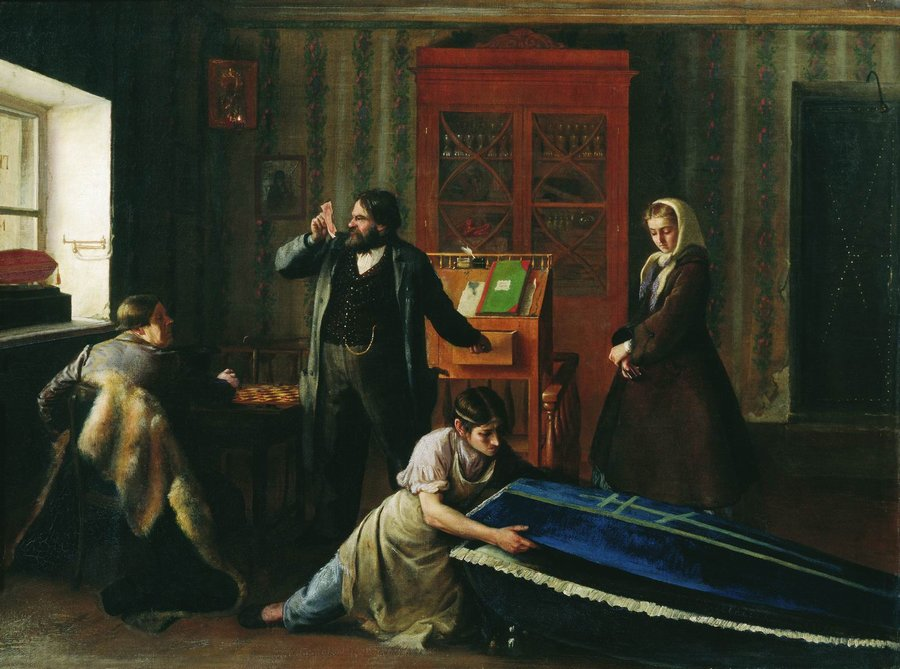
Chez les entrepreneurs au musée d'Art de Kharkov.
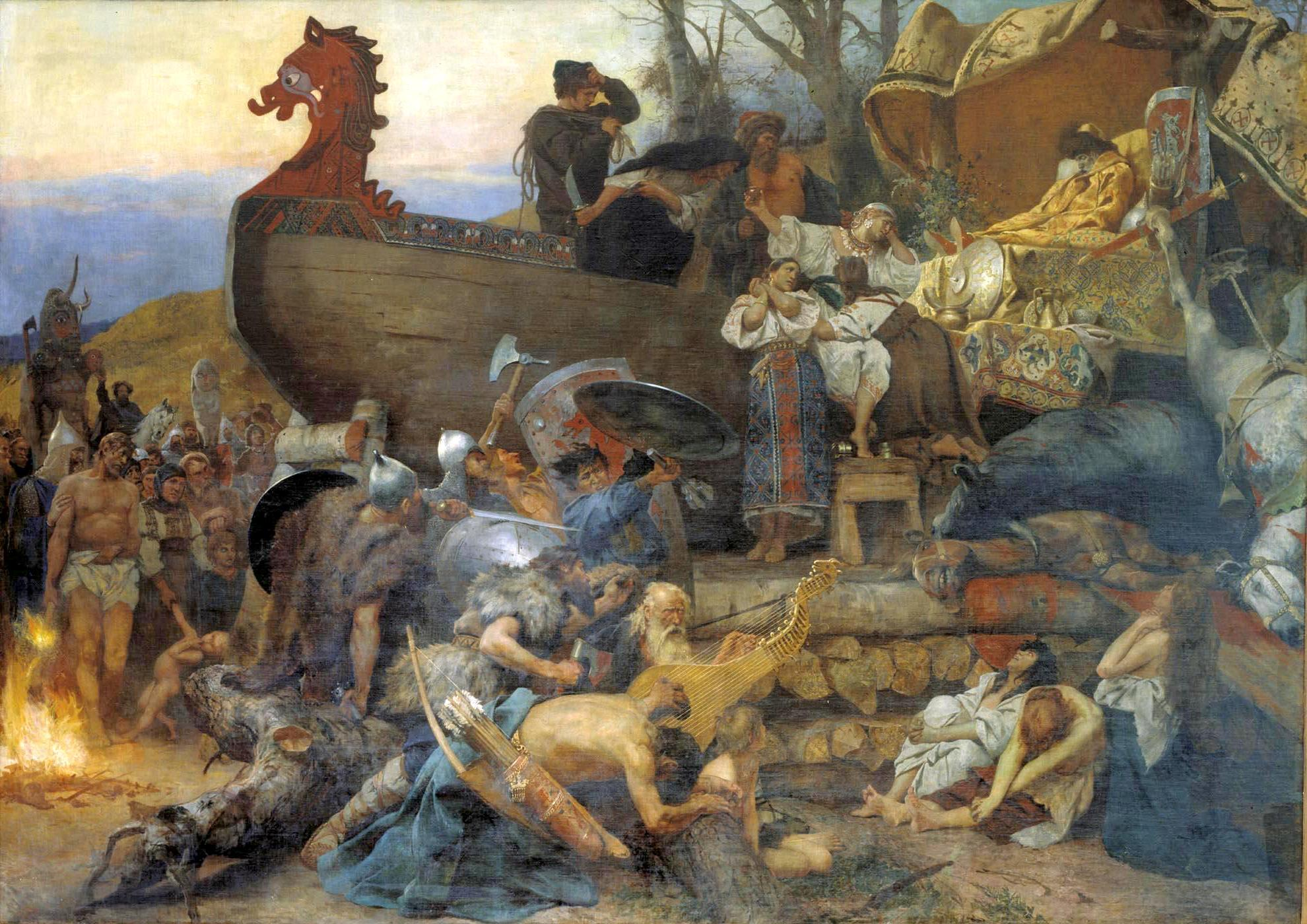
Enterrement d'un chef varègue.
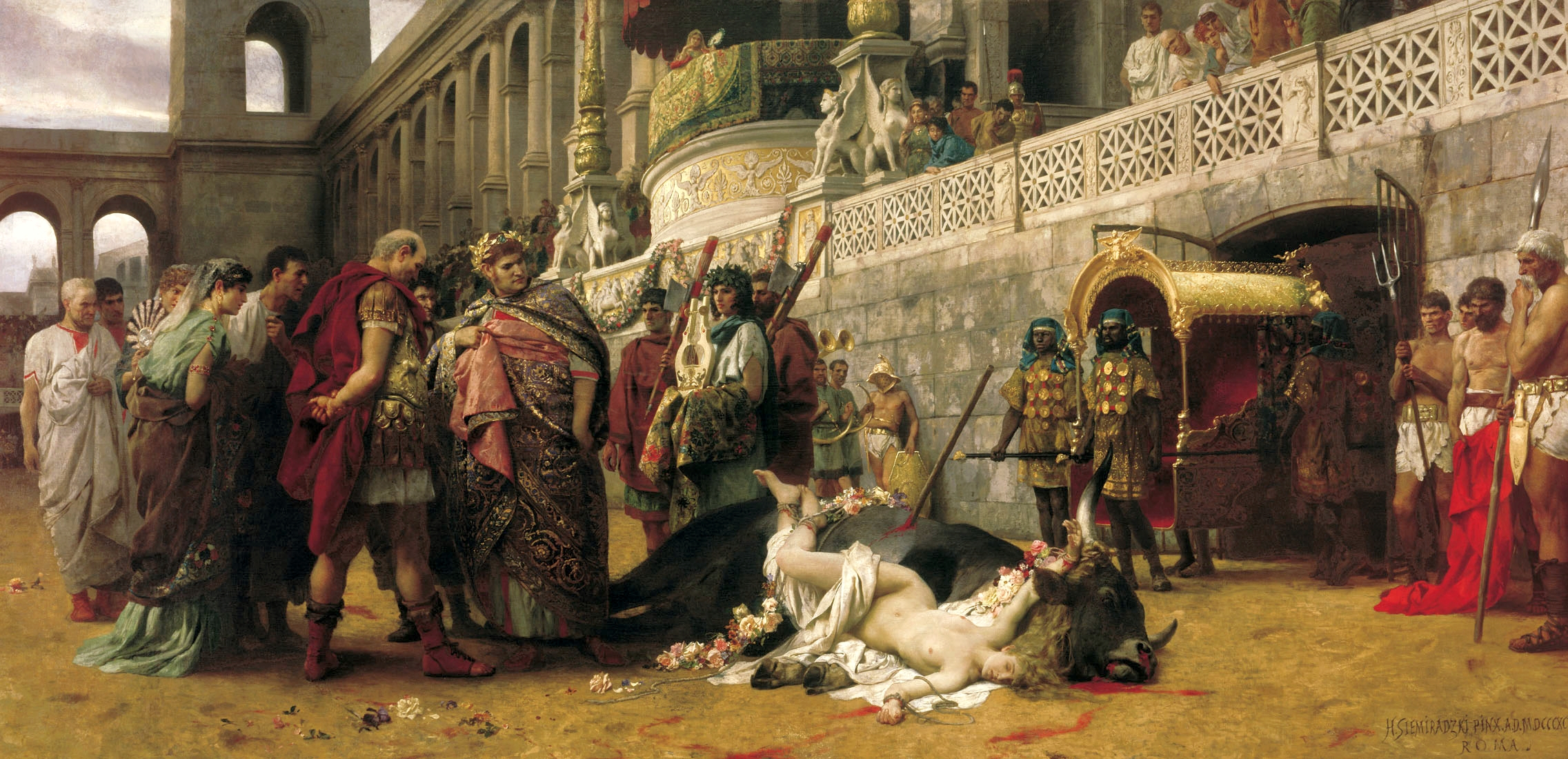
Dircé chrétienne dans le cirque de Néron (1897).
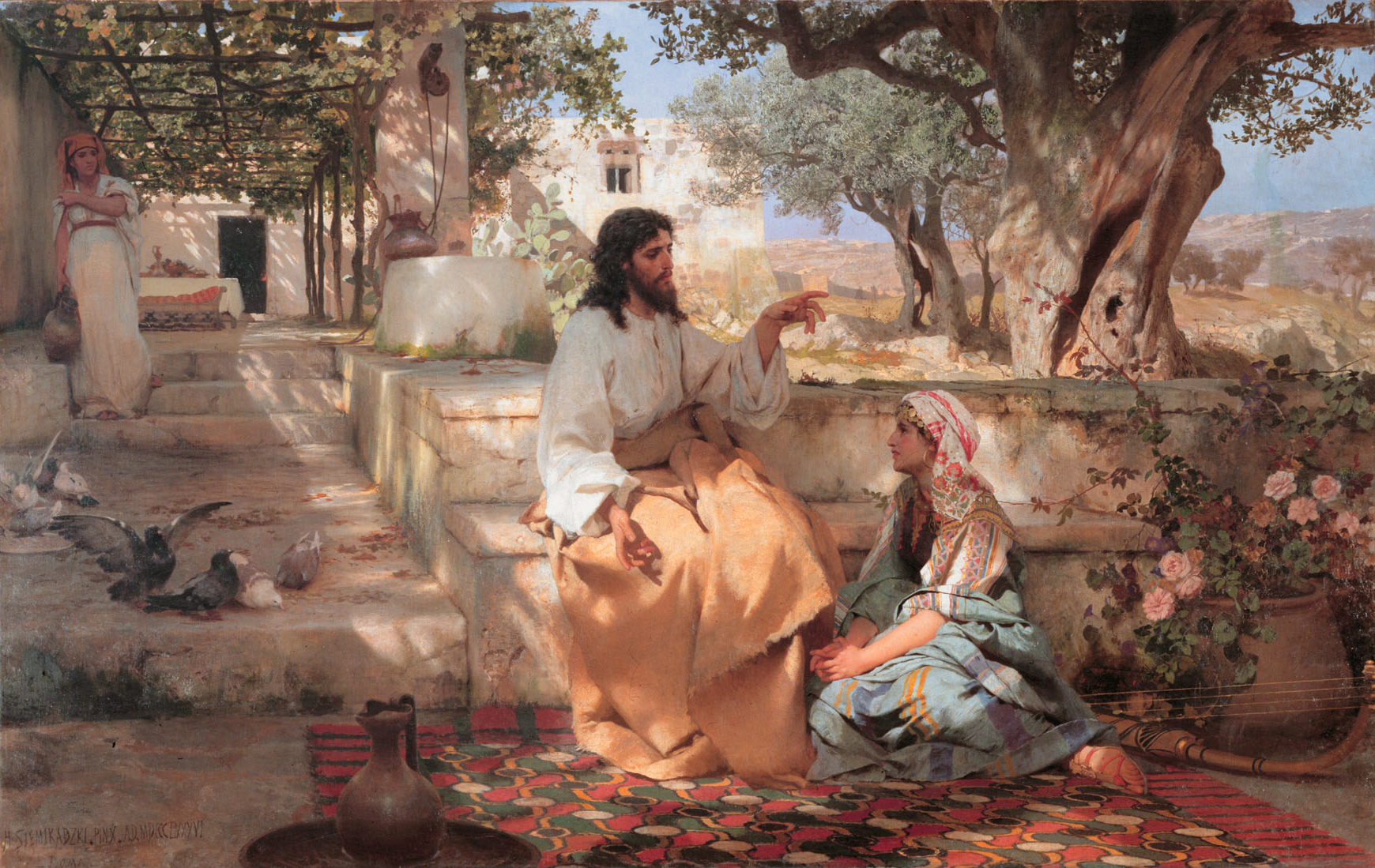
Le Christ avec Marthe et Marie (1886).
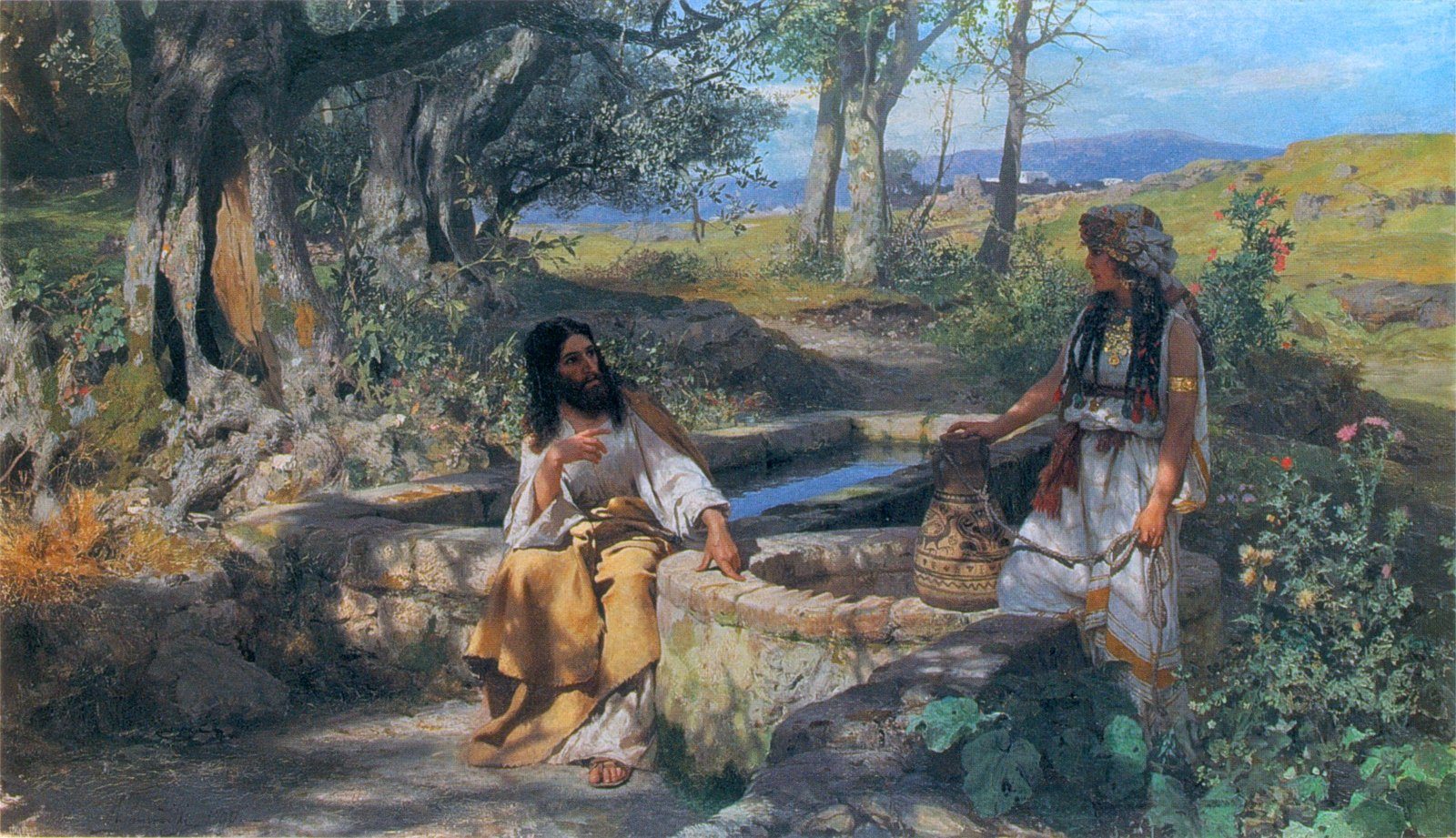
Le Christ et la Samaritaine (1890).

## Source
- (en) Cet article est partiellement ou en totalité issu de l’article de Wikipédia en anglais intitulé « Henryk Siemiradzki » (voir la liste des auteurs).